# Argo (rivista)
Argo è una rivista letteraria italiana nata a Bologna nel 2000, che si occupa di letteratura, arte, cinema, storia, economia e sociopolitica.

## Storia
Argo è nata nel 2000 a Bologna come fanzine autoprodotta, fondata da un gruppo di studenti di Guido Guglielmi e finanziata dall'università degli studi di Bologna.
Nel 2005 è diventata una rivista monografica, pubblicata e distribuita in libreria dalla casa editrice Pendragon. La rivista utilizzava la formula dell'approccio interdisciplinare, analizzando la problematica proposta da angolature e con metodologie diverse, con l'intento di elaborare un linguaggio critico personale e nuovo.
Il primo numero apriva con alcuni articoli sul rapporto fra musica e poesia, tra gli altri uno riguardante la metrica nella poesia del Novecento (Alberto Bertoni) e uno sulla lingua della canzone d'autore italiana (Stefano Telve). Ha pubblicato inoltre racconti e poesie inedite (Raul Montanari, Tiziano Scarpa e Aldo Nove sul n.2; Etgar Keret sul n.6; Paolo Nori sul n.11; Fabio Pusterla,  Luigi di Ruscio e Michela Murgia sul n.13; Vivian Lamarque e Luigi Bernardi sul n.14). Dai contenuti di Argo sono state tratte alcune manifestazioni: nel 2007 lo spettacolo Laborinto presso il Teatro delle Moline di Bologna, ispirato al n.12; e  nel 2008 sempre a Bologna un gioco interattivo ("caccia al tesoro") in piazza Verdi ispirato al n.14.
Nel 2009 la rivista cambia editore (edizioni Cattedrale di Massimo Canalini, già fondatore con Pier Vittorio Tondelli di Transeuropa Edizioni) e formato, trasformandosi in "romanzo di esplorazione": Argo n. 15 / Oscenità è un'inchiesta sull'Italia, strutturata come un "romanzo collettivo", a cui hanno collaborato, fra gli altri, Kai Zen, Wu Ming, Vanni Santoni, Massimo Zamboni, Fabrizio Gatti, Paolo Rossi, Massimo Paci, Jack Hirschman, Christian Sinicco e Federico Solmi. Il numero Oscenità vede anche la partecipazione del compianto Massimiliano Chiamenti che questo numero è entrato nel gruppo di Argo e ha continuato a pubblicare racconti e poesie nella rivista.
Nel 2010 Argo si concentra sui temi della identità e della metamorfosi, con Argo n.16 / ID. La materia che amava chiamarsi umana e tiene fede all'idea di romanzo collettivo di inchiesta, giocando questa volta con le forme della letteratura fantascientifica e del viaggio fantastico attraverso le dimensioni mutevoli della nuova identità umana: sessualità, genetica, urbanistica, migrazioni, ecc. Partecipano alla stesura del numero, fra gli altri Wu Ming, Ugo Cornia, Franco Buffoni, Porpora Marcasciano, responsabile del MIT, Movimento Identità Trans di Bologna, e l'artista Franko B.
Per Argo n. 17 / VIXI, nel 2011 la redazione decide di concentrarsi sul tema della morte. La rivista è scandita in 12 capitoli e in due parti. La prima parte, quella nera, affronta la dimensione macabra e nichilistica della fine della vita. La seconda, la parte bianca, guarda agli aspetti più corporali e comici della dipartita. Hanno preso parte alla scrittura del numero Franco Arminio, Luigi Bernardi, Mariangela Gualtieri, Mauro Cicarè, Marco Giovenale, Massimiliano Santarossa, Giorgio Vasta e altri. In occasione dell'uscita di VIXI, la redazione di Argo ha dato il via a una serie di performance e reading nelle sale del commiato dei cimiteri di Ancona, Milano e Bologna. L'iniziativa ha preso il nome di Tour del Commiato, ed è stata organizzata in collaborazione con Uaar allo scopo di diffondere la conoscenza e la frequentazione delle sale del commiato per i funerali laici.
Nel 2013 esce il n.18/H2O dedicato all'acqua, a cui hanno collaborato tra gli altri Erri De Luca, Franca Mancinelli, Gherardo Bortolotti.
Dal 2 maggio 2018 al 2 maggio 2019, la sezione dedicata alla poesia, "Poesia del Nostro Tempo", è stata co-gestita con Midnight Magazine (fondata da Michele Laurelli e diretta da Giuseppe Nibali), trasferendosi sul sito "poesiadelnostrotempo.it". La collaborazione tra Argo e Poesia del Nostro Tempo si interrompe nel 2019 per proseguire la ricerca poetica in diverse direzioni.
Il n.19/Numero di mAgia viene pubblicato nel 2019 ed è dedicato a "l'esplorazione del mondo magico" attraverso i contributi di Fulvio Abbate, Chiara Cretella, Sandro Campani, Anna Maria Curci, Mariangela Gualtieri, Enrico Macioci, Francesca Matteoni, Mariano Tomatis e molti altri.
La rivista nel 2019 diventa una casa editrice con il marchio Argolibri , le prime pubblicazioni sono state Reparto da qui di Sarah Di Pietro e La moltiplicazione delle dita, che raccoglie per la prima volta tutti gli scritti e disegni di Corrado Costa apparsi su "Il Caffè Letterario e Satirico".